# O protos thanatos
La prima morte (Ο πρώτος θάνατος) è un romanzo dell'autore greco Dimitris Lyacos, che costituisce la terza parte della trilogia Poena damni. Il libro narra la storia di un uomo abbandonato su un'isola deserta in una sequenza di quattordici sezioni di poesie che raccontano la sua incessante lotta per la sopravvivenza e la sua disintegrazione fisica e mentale. L'opera allude contemporaneamente a un moderno Filottete, a una versione rovesciata di Crusoe e al mito dello smembramento di Dioniso. Le immagini dense e da incubo della poesia, come di senso allucinatorio, delirio, sinestesia e putrefazione, sono paragonabili a opere di Lautréamont, Trakl e Beckett. Nonostante sia il primo della trilogia di Poena damni in ordine di pubblicazione, La prima morte è cronologicamente l'ultimo nella sequenza narrativa.

## Titolo
Il titolo del libro si riferisce alla contraddizione tra prima e seconda morte nell'Apocalisse di San Giovanni il Divino, la prima morte riferita al fine naturale della vita (morte del corpo) contrapposta alla seconda morte (annientamento e morte dell'anima). La prima morte non è di tipo spirituale, non è considerata come "morte reale", cioè annientamento. In tale senso spirituale, il protagonista del libro vive in un tipo di esistenza "infernale", presumibilmente in attesa del verificarsi della futura redenzione o dell'estinzione definitiva. Il titolo si riferisce anche al realizzarsi della prima morte nel contesto della storia biblica del genere umano, ovvero l'assassinio di Abele da parte del fratello Caino.

## Trama
La prima morte racconta la prova di un uomo di 40 anni arenato su un'isola deserta. Il libro inizia con una descrizione del suo corpo mutilato che macina contro le rocce. Il poema approfondisce il tema del suo continuo degrado, fisico e mentale, poiché anche i meccanismi della memoria sono dislocati e smembrati. Eppure, il legame tra persona e corpo fa sì che la vita persiste, "in quel punto senza sostanza / dove il mondo si scontra e decolla", gli istinti meccanici del cosmo rimbombano e rifilano questa sostanza irriducibile nello spazio; suggerendo, forse, una futura rigenerazione.

## Temi
La prima morte racconta il risultato del viaggio del protagonista verso l'annientamento. Il suo corpo e la sua mente sono sull'orlo della dissoluzione mentre combattono per la continuità e la sopravvivenza. Indicato come una vittima della natura e presumibilmente espulso dalla società, è rappresentato sia come un naufrago che come un aborto, morto prima di aver mai raggiunto la nascita. L'opera descrive la sua tortura, mappando un deserto e un'isola rocciosa come luogo della sofferenza. La sua esclusione e solitudine alludono alla tragedia greca, soprattutto a Filottete, mentre le immagini di mutilazione e smembramento si riferiscono a sacrifici e rituali dell'antica Grecia. Viene anche accennato al mito dello smembramento di Dioniso da parte dei Titani poiché il testo ricorre al concetto di sparagmos (in greco antico: σπαραγμός?, da σπαράσσω sparasso, "stracciare, strappare, fare a pezzi"), un atto di lacerazione o maciullamento, Altri riferimenti classici obliqui sono ugualmente incorporati nel testo, come la presenza di Orfeo. Nel suo ruolo di epilogo della trilogia Poena damni, il poema testimonia anche le conseguenze dell'imminente violenza del primo volume, Z213: Exit.

## Stile
Il testo originale in greco utilizza una lingua moderna non convenzionale, accogliendo una varietà di parole greche antiche e integrandole nel flusso del testo. Contrariamente al precedente libro della trilogia, Me tous anthropous apo ti gefyra, che fa uso di frasi semplici e prevalentemente nude in un contesto teatrale, La prima morte è scritto in uno stile denso. Ciascuna sezione poetica dipana una stratificata concatenazione di immagini per illustrare il tormento incessante del protagonista del libro. Spesso, la pesantezza dell'astrazione surreale conferisce all'opera un'atmosfera metafisica, investendo così la prova subita dal protagonista con una qualità simile al sublime mentre, nonostante tutto, continua la sua lotta per la limiti dei suoi poteri. Immagini di natura viziata, marcia e mutilata, manufatti, architettura e soprattutto corpi sono descritti con dettagli così ricchi da assumere una dimensione inquietante, atroce e paradossale. Il libro mette in evidenza aspetti descrittivi che sono a loro volta accoppiati con rappresentazioni feroci ed espressionistiche di un'ambientazione da incubo. La prima morte è considerata una delle opere più violente della letteratura neogreca.

## Storia editoriale
Il libro è stato originariamente pubblicato in greco nel 1996 ed è stato tradotto in inglese, tedesco, spagnolo e italiano. La prima edizione inglese è apparsa nel 2000 ed è andata fuori stampa nel 2005. Una seconda edizione inglese rivista è stata lanciata come e-book nella primavera del 2017 e successivamente è stata data alle stampe nell'autunno dello stesso anno. La nuova edizione contiene delle note di traduzione che spiegano i riferimenti al greco antico del testo greco originale.

## Critica
Essendo il primo libro a essere stato pubblicato della trilogia di Poena damni, La prima morte ha ricevuto una serie di recensioni che abbracciano oltre due decenni. Alcuni critici sottolineano lo stretto legame dell'opera con la letteratura greca antica per il suo carattere linguistico ibrido e le sue allusioni alla tragedia" mentre altri vedono un forte legame con l'attualità. Il critico Toti O'Brien osserva: "Mentre leggo La prima morte immagino il tappeto di cadaveri lungo il Mediterraneo. Strati e strati di arti, ora ossa, si sono accumulati negli ultimi decenni, tutti appartenenti a carichi di navi di migranti in cerca di fuga attraverso l'Europa. Non posso fare a meno di collegare la poesia sotto i miei occhi con questo preciso scenario. Le immagini più potenti e inquietanti che Lyacos dipinge hanno senso in questo contesto in cui si inseriscono naturalmente."